# Lockheed Modelo 18 Lodestar
El Lockheed Model 18 Lodestar fue un avión de transporte de pasajeros de la era de la Segunda Guerra Mundial, construido por la Lockheed Corporation, siendo un desarrollo de su anterior diseño Lockheed Model 14 Super Electra.

## Diseño y desarrollo
Las ventas del Lockheed Model 14 Super Electra, de 10 a 14 pasajeros, que voló por primera vez en 1937, demostraron ser decepcionantes, a pesar de las excelentes prestaciones del avión, ya que era más caro de operar que el más grande Douglas DC-3, ya en amplio uso. Para mejorar la economía del modelo, Lockheed decidió alargar el fuselaje del avión en 1,68 m, permitiendo que se añadiesen dos filas extras de asientos.
El prototipo del revisado avión comercial, designado Model 18 por Lockheed, fue convertido desde el cuarto Model 14, un ejemplar de un lote que había sido devuelto al fabricante por Northwest Airlines tras una serie de accidentes. El avión modificado voló por primera vez de esta forma el 21 de septiembre de 1939, siendo convertidos otros dos prototipos desde aviones Model 14, volando el 2 de febrero de 1940 el primer Model 18 construido nuevo.
Fueron construidos un total de 625 Lodestar de todas las variantes.

## Historia operacional

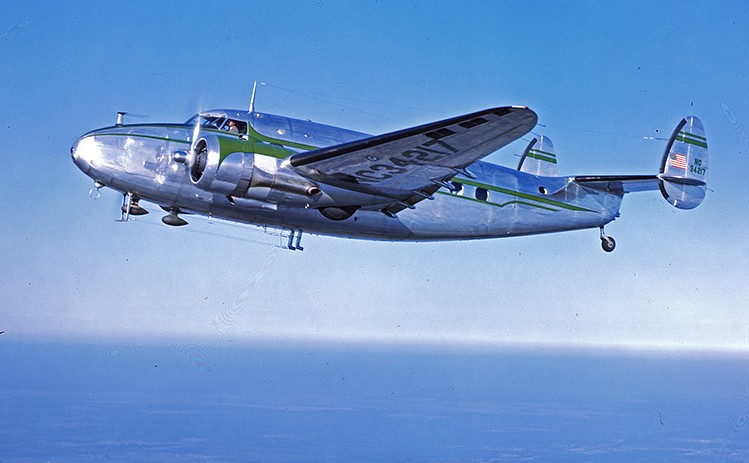
Lockheed Model 18 Lodestar sobre Houston, 1947 o 1948.

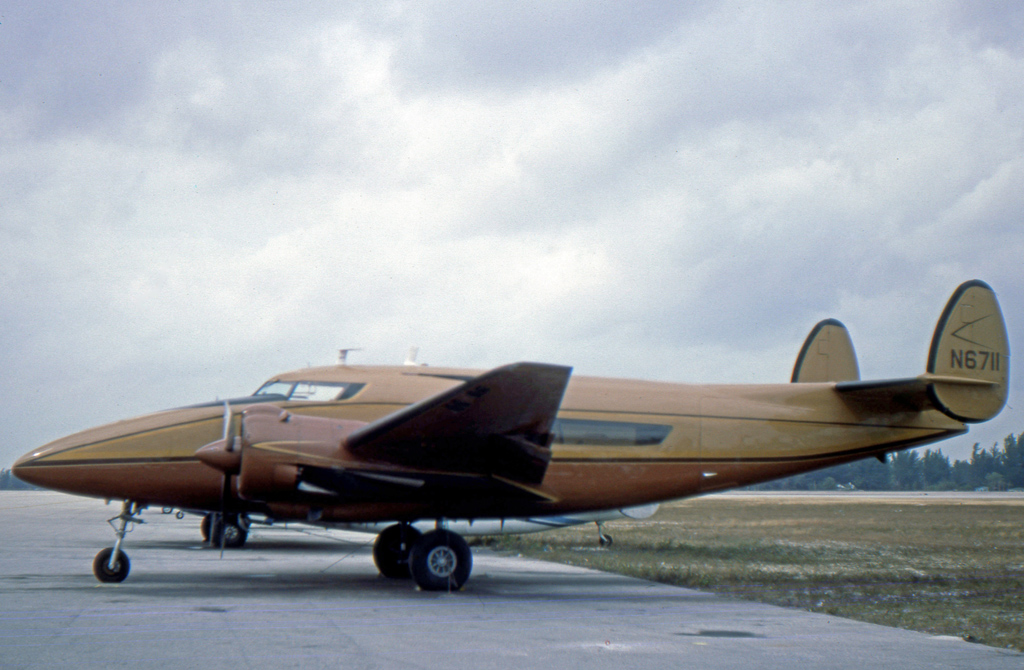
Conversión Howard 250 de Lodestar equipada con tren triciclo. En el Opa Locka Airport cerca de Miami en 1981.

El Lodestar recibió su Certificado de tipo el 30 de marzo de 1940, permitiéndole entrar en servicio con su primer cliente, Mid-Continent Airlines, ese mismo mes. Como se esperaba, los asientos extra mejoraron bastante la economía del Model 18, reduciendo sus costes de asiento-milla a unos niveles similares a los del DC-3, yendo solo 31 Lodestar a aerolíneas estadounidenses. Las ventas en ultramar fueron un poco mejor, con 29 aparatos comprados por el Gobierno de las Indias Orientales Neerlandesas. South African Airways (21), New Zealand National Airways Corporation (13), Trans-Canada Air Lines (12), y BOAC (9) fueron los mayores clientes de entre las aerolíneas comerciales. Fueron instaladas varias plantas motrices Pratt & Whitney y Wright Cyclone.
Cuando los Estados Unidos comenzaron aumentar su poder aéreo militar en 1940-41, muchos Lodestar operados por estadounidenses fueron requisados como C-56. A esto siguió la construcción de muchos Lodestar nuevos que fueron volados por las Fuerzas Aéreas del Ejército de los Estados Unidos como C-60 y por la Armada y Cuerpo de Marines estadounidenses como R5O. Los aviones de Préstamo y Arriendo fueron usados por la RNZAF como transportes.
Uno fue comprado en 1942 para servir como avión personal del presidente brasileño Getúlio Vargas. Este avión fue diseñado especialmente para ese propósito y tenía 11 asientos.
Después de la guerra, muchos Lodestar fueron remozados y devueltos al servicio civil, la mayoría como transportes ejecutivos, como la conversión DAS Dalaero de Dallas Aero Service, el Learstar de Bill Lear (producido por PacAero), y el Howard 250 de Howard Aero. Unos pocos de estos últimos fueron convertidos con tren de aterrizaje triciclo.
Aunque los aviones supervivientes neozelandeses de la NZNAC fueron revendidos en el extranjero en 1951-52, seis más fueron importados más tarde y convertidos para realizar tareas de fumigación.
Un solo Lodestar sirvió con la Fuerza Aérea Israelí durante la guerra árabe-israelí de 1948.
Una serie de operadores de paracaidismo en los Estados Unidos usaron Lodestar durante los años 70 y 80.

## Variantes
18-07
Propulsada por dos motores Pratt &  Whitney Hornet S1E2-G de 875 hp, 25 construidos más dos prototipos.
18-08
Propulsada por dos motores Pratt & Whitney Twin Wasp S1C3-G de 1200 hp, 33 construidos.
18-10
Propulsada por dos motores Pratt & Whitney Twin Wasp S1C3-G de 1200 hp, 39 construidos.
18-14
Propulsada por dos motores Pratt & Whitney Twin Wasp S4C4-G de 1200 hp, cuatro construidos.
18-40
Propulsada por dos motores Wright Cyclone G-1820-G104A de 1200 hp, 13 construidos.

### Lodestar del Ejército de los Estados Unidos
C-56
Propulsada por motores Wright 1820-89 de 1200 hp, un Model 18-50 para evaluación.
C-56A
Un Model 18-07 requisado con dos motores Pratt & Whitney R-1690-54.
C-56B
13 Model 18-40 requisados con dos motores Wright 1820-97.
C-56C
12 Model 18-07 requisados.
C-56D
Siete Model 18-08 requisados.
C-56E
Dos Model 18-40 requisados en 1943.
C-57
Un Model 18-14 propulsado por dos motores Pratt & Whitney R-1830-53.
C-57A
Asignación para aviones requisados, no usada.
C-57B
Basado en el Model 18-08, equipado para transporte de tropas, siete aviones construidos.
C-57C
C-60A remotorizados con motores Pratt & Whitney R-1830-51, tres aviones convertidos.
C-57D
C-57C remotorizados con motores Pratt & Whitney R-1830-92, un avión convertido.
C-59
Basado en el Model 18-07, propulsado por motores Pratt & Whitney R-1690-25 Hornet, 10 aviones construidos, transferidos a la Real Fuerza Aérea como Lodestar IA.
C-60
Model 18-56 propulsados por motores Wright R-1820-87, 36 aviones construidos, algunos transferidos a la RAF como Lodestar II.
C-60A
Como el C-60, pero equipado como transporte de paracaidistas y propulsado por motores Pratt & Whitney R-1830 Twin Wasp, 325 aviones construidos.
XC-60B
Un C-60A equipado con dispositivo antihielo experimental.
C-60C
Propuesto avión de transporte para 21 soldados, nunca construido.
C-66
Propulsado por motores Wright R-1820-87, un avión construido, interior de 11 asientos para ser transferido a la Fuerza Aérea Brasileña.
C-104
Designación original para el C-60C.

### Lodestar de la Armada estadounidense

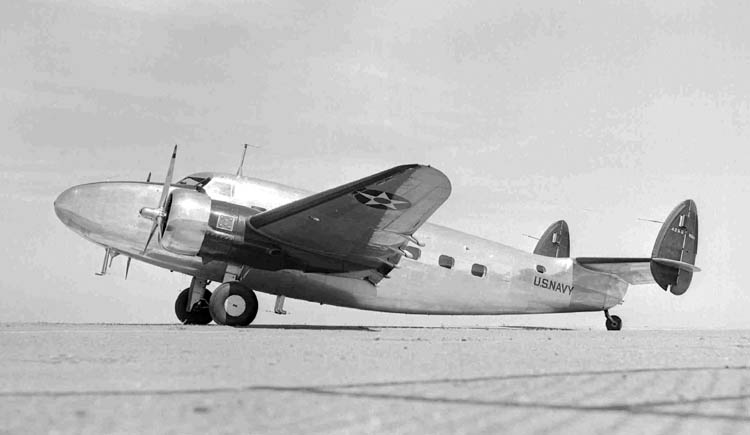
Lockheed R5O-1, transporte de personal para el Secretario de la Armada. En San Francisco, el 4 de agosto de 1941.

XR5O-1
Un Model 18-07 adquirido para su evaluación y propulsado por motores Wright R-1820-40 de 895 kW (1200 hp).
R5O-1
Transporte de personal propulsado por motores Wright R-1820-97 de 895 kW (1200 hp), tres aviones construidos, dos para la USN y uno para la Guardia Costera de Estados Unidos.
R5O-2
Versión de la Armada del C-59, propulsada por motores Pratt & Whitney R-1690-25 de 634 kW (850 hp), un avión construido.
R5O-3
Propulsado por motores Pratt & Whitney R-1830-34A de 895 kW (1200 hp). Originalmente transportes VIP de 4 asientos, tres aviones construidos.
R5O-4
Propulsado por motores Wright R-1820-40 de 895 kW (1200 hp). Requisados. Transportes de personal de 7 asientos, 12 aviones construidos.
R5O-5
Versión de la Armada del C-60, propulsada por motores Wright R-1820-40 de 895 kW (1200 hp). Similar al R5O-4, pero con 14 asientos, 38 aviones construidos y tres antiguos aviones de la Real Fuerza Aérea de las Indias Orientales Neerlandesas.
R5O-6
Versión de la Armada del C-60A para el Cuerpo de Marines de los Estados Unidos, equipado con 18 asientos para paracaidistas, 35 construidos.

## Operadores

### Civiles
Australia

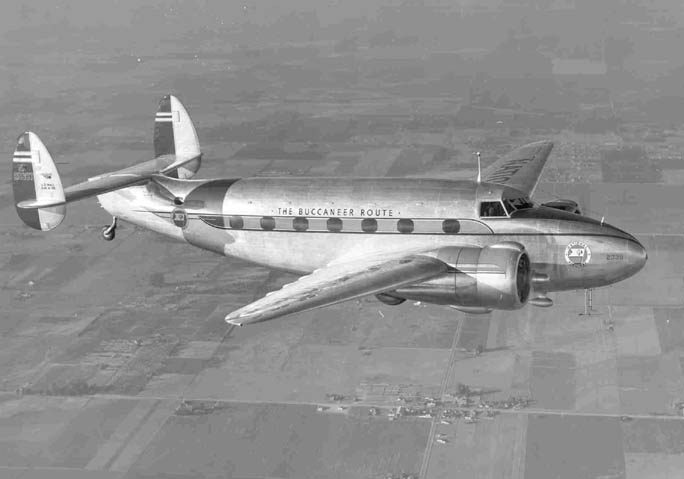
Lockheed 18 de National Airlines.

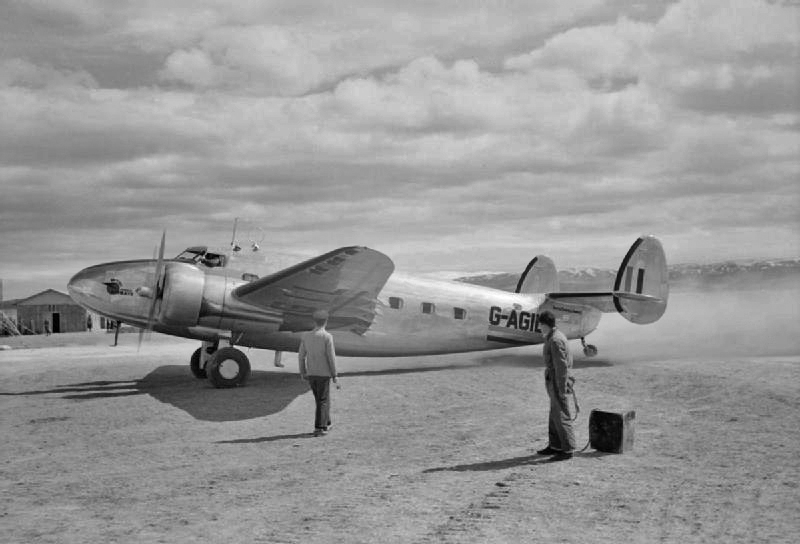
Lockheed 18 de BOAC, Ankara, alrededor de 1942.

- Trans-Australia Airlines (TAA): dos, operados en 1952-1953.

 Bélgica
- SABENA: principalmente en África.

 Bolivia
- Lloyd Aéreo Boliviano (LAB)

 Brasil
- Linhas Aéreas Wright
- NAB – Navegação Aérea Brasileira
- Panair do Brasil: 6 Model 18-10 entregados nuevos.[1]
- SAVAG (Sociedade Anônima Viação Aérea Gaúcha): dos Model 18-10 comprados a Panair do Brasil.
- Transportes Aéreos Universal
- Viação Aérea Bahiana

 Canadá
- Trans-Canada Air Lines: 12 Model 18-10 entregados nuevos.[1]
- Yukon Southern Air Transport: dos Model 18-10 entregados nuevos.[1]
- Canadian Pacific Air Lines: compró Yukon Southern Air Transport en 1941.

 Chile
- Línea Aérea Nacional (LAN): 1943-1953.
- CINTA Chilean Airlines: 1953-1959.

 Estados Unidos
- Continental Air Lines: cinco Model 18-08 entregados nuevos.[1]
- Mid-Continent Airlines: cuatro Model 18-07 entregados nuevos.[1]
- National Airlines: tres Model 18-50 entregados nuevos.[1]
- Pan American Airways (solo la División Alaska): seis Model 18-10 entregados nuevos.[1]
- United Air Lines: cuatro Model 18-10 entregados nuevos.[1]
- Inland Air Lines: un Model 18-08 entregado nuevo.[1]
- Western Air Lines: compró Inland Air Lines en 1944, la operó como una división separada.
- Alaska Star Airlines (renombrada como Alaska Airlines en 1944): un Model 18-56.

 Finlandia
- Karhumäki Airways

 Francia
- Air Afrique: la aerolínea de preguerra, sin relación con la de posguerra con el mismo nombre, cinco Model 18-07 entregados nuevos.[1]
- Air France: tres Model 18-07 entregados nuevos.[1]
- Aero Africaine: parte de Société Africaine des Transports Tropicaux (SATT), basada en Argelia.

 Honduras
- TACA Airways System

 Kenia,  Tanganica,  Uganda y  Zanzíbar
- East African Airways

 Nueva Zelanda
- Union Airways of New Zealand: 1945-1947.
- National Airways Corporation: después de 1947.

 Portugal
- Aero Portuguesa
- DETA Mozambique Airways: dando servicio a la colonia portuguesa de Mozambique.

 Puerto Rico
- Caribbean-Atlantic Airlines

 Reino Unido
- BOAC (British Overseas Airways Corporation): nueve Model 18-07 entregados nuevos.[1]

 Sudáfrica
- South African Airways: 21 Model 18-08 entregados nuevos.[1]
- Commercial Air Services: operó dos aviones.

 Suecia
- Linjeflyg: 1957-1960.

 Trinidad y Tobago
- British West Indian Airways

 Venezuela
- Línea Aeropostal Venezolana (LAV): un Model 18-10 entregado nuevo.[1]

### Militares
Australia
- Real Fuerza Aérea Australiana

 Brasil

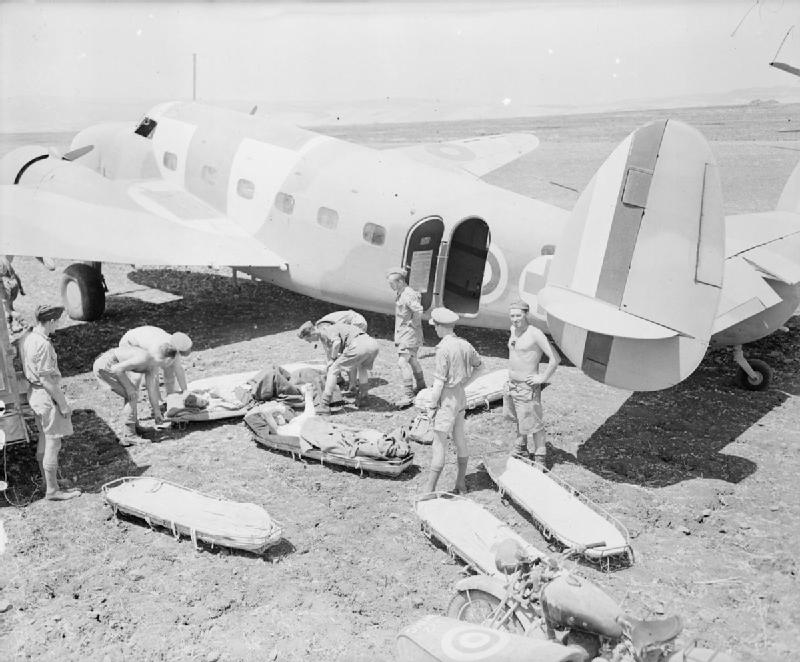
Avión ambulancia Lodestar 18 de la SAAF, en Catania, Sicilia, alrededor de 1944.

- Fuerza Aérea Brasileña: siete C-60A y un C-66.[1]

 Canadá
- Real Fuerza Aérea Canadiense: 18 C-60A.[1]

 Colombia
- Fuerza Aérea Colombiana: C-60 como transportes VIP.

 Estados Unidos
- Cuerpo Aéreo del Ejército de los Estados Unidos
- Armada de los Estados Unidos
- Cuerpo de Marines de los Estados Unidos
- Guardia Costera de Estados Unidos

 Haití
- Fuerzas Armadas de Haití

 Israel
- Fuerza Aérea Israelí

 México
- Fuerza Aérea Mexicana

 Nueva Zelanda
- Real Fuerza Aérea de Nueva Zelanda

 Noruega
- Real Fuerza Aérea Noruega: tres entregados al Gobierno noruego en el exilio.[1]

 Países Bajos
- Real Fuerza Aérea de las Indias Orientales Neerlandesas: 20 Model 18-40 y nueve Model 18-50 entregados.[1]

 Reino Unido
- Real Fuerza Aérea Británica

 Sudáfrica
- Fuerza Aérea Sudafricana

## Especificaciones (C-60A-5)
Referencia datos: Lockheed Aircraft since 1913

### Características generales
- Tripulación: 3
- Capacidad: 18 pasajeros
- Longitud: 15,2 m (49,8 ft)
- Envergadura: 20 m (65,5 ft)
- Altura: 3,6 m (11,8 ft)
- Superficie alar: 51,2 m² (551,1 ft²)
- Peso vacío: 5670 kg (12 496,7 lb)
- Peso cargado: 7938 kg (17 495,4 lb)
- Peso máximo al despegue: 9825 kg (21 654,3 lb)
- Planta motriz: 2× Wright R-1820-87 motor radial de nueve cilindros refrigerado por aire.
  - Potencia: 895 kW (1234 HP; 1217 CV) cada uno.
- Hélices: 1× Tripala de paso variable por motor.

### Rendimiento
- Velocidad nunca excedida (Vne): 428 km/h (266 MPH; 231 kt) a 5230 m s. n. m.
- Velocidad máxima operativa (Vno): 322 km/h (200 MPH; 174 kt)
- Alcance: 4025 km (2173 nmi; 2501 mi)
- Techo de vuelo: 7740 m (25 394 ft)
- Régimen de ascenso: 7,7 m/s (1516 ft/min) hasta 3050 m s. n. m.

## Aeronaves relacionadas

### Desarrollos relacionados
- Lockheed Model 14 Super Electra
- Lockheed Ventura
- Howard 500

### Secuencias de designación
- Secuencia C-_ (Aviones de Carga del USAAC/USAAF/USAF, 1924-1962): ←  C-53 - C-54 - C-55 - C-56 - C-57 - C-58 - C-59 - C-60 - C-61 - C-62 - C-63 - C-64 - C-65 - C-66 - C-67 - C-68 - C-69 -- C-101 - C-102 - C-103 - C-104 - C-105 - C-106 - C-107 →
- Secuencia R_O (Aviones de Transporte de la Armada estadounidense, 1931-1962 (Lockheed, 1931-1942)): ← R2O - R3O - R4O - R5O - R6O - R7O-1/-2
- Secuencia T._ (Aeronaves de Transporte del Ejército del Aire español, 1945-1954): ← T.2 - T.3 - T.4 (I) - T.4 (II) - XT.5